# Noord-Atlantische Samenwerkingsraad
De Noord-Atlantische Samenwerkingsraad (Engels: North Atlantic Cooperation Council, NACC) was een NAVO-organisatie opgericht in december 1991 en was de voorloper van de Euro-Atlantische Partnerschapsraad. Aanvankelijk bracht het de NAVO en negen Midden- en Oost-Europese landen samen in een raadplegend forum. In maart 1992 traden alle leden van het Gemenebest van Onafhankelijke Staten (GOS) toe en in juni van dat jaar volgden Georgië en Albanië
In 1997 werd de Noord-Atlantische Samenwerkingsraad opgeheven en vervangen door de Euro-Atlantische Partnerschapsraad.